# ケロログ
ケロログは、どにち倶楽部ケロログがかつて運営・提供していたインターネットサービス。音声によるブログ「ボイスブログ」を開設できた。2005年（平成17年）2月にサービスを開始した、日本における同種サービスのパイオニア的存在である。2016年12月1日をもってサービスを終了した。

## 概要
ケロログの登録メンバーは、1GBを上限としてボイスブログを開設するスペースを提供される。登録料は無料。メンバーは自分で録音した音声ファイルをアップロードするほか、電話回線による音声登録も可能である。
それぞれのボイスブログでは、登録された音声をインターネットブラウザ上からFlashプレイヤーで聴けるほか、ポッドキャスティングの技術を利用して、iTunesなどの専用ソフトにRSSフィードを登録して聴くこともできる。ケロログでは独自の専用ソフトとして「アリゲーター」を開発・提供している。さらに登録メンバーは電話回線からボイスブログを聴くことが可能な「キケログ」のサービスを利用できる。
ケロログのメインサイトからは、登録メンバーのボイスブログの更新情報、ランキング、おすすめボイスブログなどが一覧でき、登録メンバーのサイトに限ってではあるが、ボイスブログないしポッドキャスティングのポータルサイトの機能を持っている。
電話回線による音声登録や聴取が可能なことに代表されるように、個人によるボイスブログの配信や聴取に伴うハードルを下げるという姿勢が一貫して見受けられるのが大きな特徴といえる。

## 沿革
- 2004年（平成16年）12月 - 株式会社ボイスバンクがサービス開始、開発者向けにリリース。
- 2005年（平成17年）
  - 2月28日 - ベータ版リリース。
  - 4月1日 - 正式リリース。
- 2012年8月28日 - 運営組織がどにち倶楽部ケロログへ変更。
- 2016年12月1日 - ケロログ・ボイスバンク共にリンクが切れ、サービス終了。